# Art Simmons
Arthur Eugene „Art“ Simmons (* 5. Februar 1926 in Glenn White, West Virginia; † 23. April 2018 in Beckley, West Virginia) war ein US-amerikanischer Jazzpianist.

## Leben
Eingezogen in die US-Army während des Zweiten Weltkriegs arbeitete Simmons an der Seite von James Moody in verschiedenen Orchestern der Armee und spielte nach Ende des Krieges in Deutschland, danach ging er nach Frankreich, wo er sich in Paris für mehr als 20 Jahre als Profi-Jazzmusiker etablierte.
Er studierte Musik am Konservatorium von Paris und spielte in verschiedenen Clubs. Schließlich wurde er Hauspianist im Jazzclub Ringside (später Blue Note) im achten Arrondissement, in der Nähe der Champs-Elysées. Art Simmons und sein Trio spielten dort jede Nacht von 23 Uhr bis 4 Uhr am Morgen. In dem Trio von Art Simmons spielte der Bassist Michel Gaudry und die Gitarristen Jean Bonal, Pierre Cavalli, später der Violinist und Gitarrist Elek Bacsik und gelegentlich Léo Petit. Simmons spielte auch im Mars-Club und später lange Jahre im „Living Room“ in Paris, wo er Anlaufpunkt und Zentrum der afroamerikanischen „Community“ in Paris war. Im Kino war er in einer Nebenrolle als Pianist in Jean-Pierre Melvilles Deux hommes dans Manhattan (1959) zu sehen.

## Auswahl-Diskographie

### Als Leader/Co-Leader
- Art Simmons and his orchestra (Ducretet Thomson 1959) mit Clark Terry, Elek Bacsik, Michel Gaudry, Kenny Clarke und Billie Poole
- Quentin Jackson, Quentin Jackson (Ducretet Thomson 1960) mit Clark Terry, Elek Bacsik, Kenny Clarke.
- Art Simmons Quartet – Jazz in Paris – Piano aux Champs-Elysées (Emarcy) mit Terry Donoughue
- Jack Diéval & Art Simmons: Ambiance pour deux pianos mit Jacques Hess und Franco Manzecchi

### Als Sideman
- Don Byas: Jazz in Paris – Laura (Emarcy)
- Dizzy Gillespie: Cognac Blues (Emarcy, 1952–53)
- James Moody: 1948-1949 (Classics)
- Clark Terry Sextet: Clark Terry (Swing, 1960)